# Neumannsche Linien

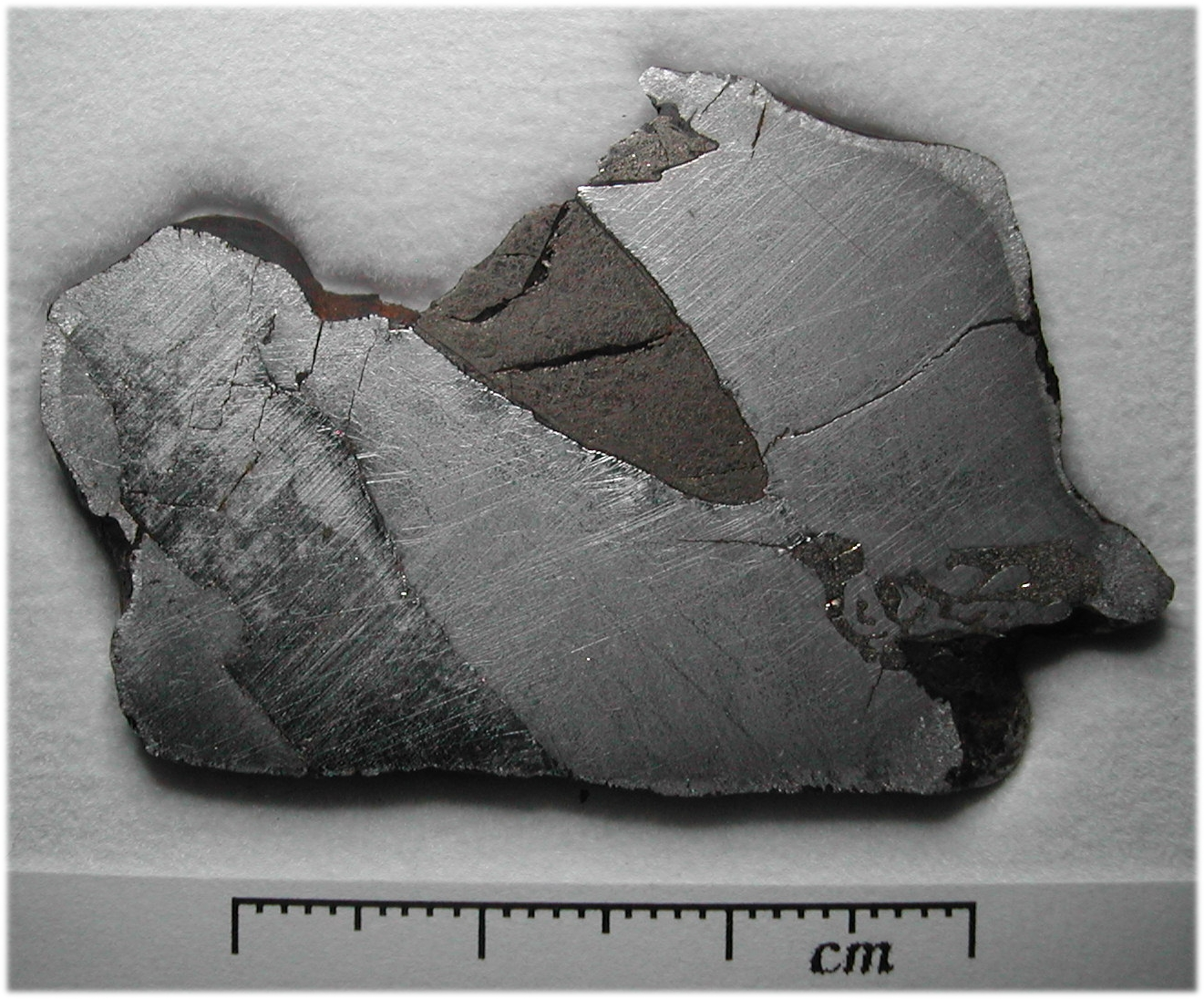
Neumannsche Linien

Neumannsche Linien sind Parallelscharen von sehr feinen, sich teilweise kreuzenden Linien in Eisenmeteoriten. Sie werden sichtbar, wenn man eine bestimmte Art von Eisenmeteoriten, nämlich Hexaedrite, die nur aus Kamacit bestehen, anschleift, poliert und mit methanolhaltiger Salpetersäure anätzt. Diese Linien sind nicht zu verwechseln mit der Widmanstätten-Struktur, die gröber ist und in Hexaedriten nicht auftritt.
Man geht davon aus, dass die Ursache für diese Struktur ein Schockprozess ist, etwa bei Meteoriteneinschlägen auf Asteroiden.
Neumannsche Linien treten auch z. B. in der Gitterstruktur von durch Detonation umgeformten Metallen auf. Hier dienen sie u. a. dem Nachweis einer sprengtechnischen Einwirkung auf Bauteile. Sie entstehen durch Kompression des mikrostrukturellen Metallgitters.
Stellt man sich eine Reihe von gleich großen Murmeln oder Kugeln anstelle der Metallatome vor, so liegen die benachbarten „Murmeln“ so nebeneinander, dass jede Murmel nur jeweils eine Murmel der Nachbarreihe berührt. Durch die Einwirkung großer Kräfte wird die Murmelreihe nun so verschoben, dass jede Murmel jeweils zwei Murmeln der Nachbarreihe berührt. Sie wurde in die Zwischenräume gedrückt.
Neumannsche Linien sind benannt nach Johann Georg Neumann (1813–1882), der sie 1848 in dem Hexaedriten Braunau entdeckte, der 1847 bei Broumov (Braunau), heute Tschechien, gefallen war.
Laut Brockhaus wird das Phänomen nach dem Fundort des Meteoriten auch Braunauer Linien genannt.